# 1860 en France
Chronologie de la France
- 1856
- 1857
- 1858
- 1859
- 1860
- 1861
- 1862
- 1863
- 1864

Cette page concerne l'année 1860 du calendrier grégorien.

## Événements
- 1er janvier :
  - en application de la loi du 16 juin 1859, les arrondissements de Paris passent de 12 à 20 avec l'annexion de tout ou partie des onze communes enfermées dans l’enceinte de Thiers[1].
  - le docteur Olliffe et le banquier Donon entrent en possession de 177 hectares de marais situés entre le petit village de Deauville, la mer et la Touques ; début de la construction de la station balnéaire de Deauville, projet réalisé de 1861 à 1864 sous la protection du duc de Morny. Le plan d'urbanisme est réalisé par l'architecte Breney[2].
- 15 janvier : le journal Le Moniteur publie une lettre de Napoléon III adressée au ministre d'État Achille Fould. Il y proclame « cette vérité qu'il faut multiplier les moyens d'échange pour rendre le commerce florissant ; que sans commerce l'industrie est stationnaire et conserve des prix élevés qui s'opposent aux progrès de la consommation ; que sans une industrie prospère qui développe les capitaux, l'agriculture elle-même demeure dans l'enfance… »[3]. La lettre annonce aussi au pays le traité de commerce signé le 23 janvier avec le Royaume-Uni.
- 23 janvier : signature d'un traité de libre-échange avec le Royaume-Uni[4].
- 29 janvier : le gouvernement supprime le journal de Louis Veuillot l'Univers (presse catholique), après qu'il a publié l'encyclique de Pie IX Nullis certe verbis, dans laquelle le pape condamne la politique italienne de Napoléon III[5].

- 19 février : Mgr Bonald approuve la création à Lyon du Denier de Saint-Pierre pour financer les États de l'Église[6].

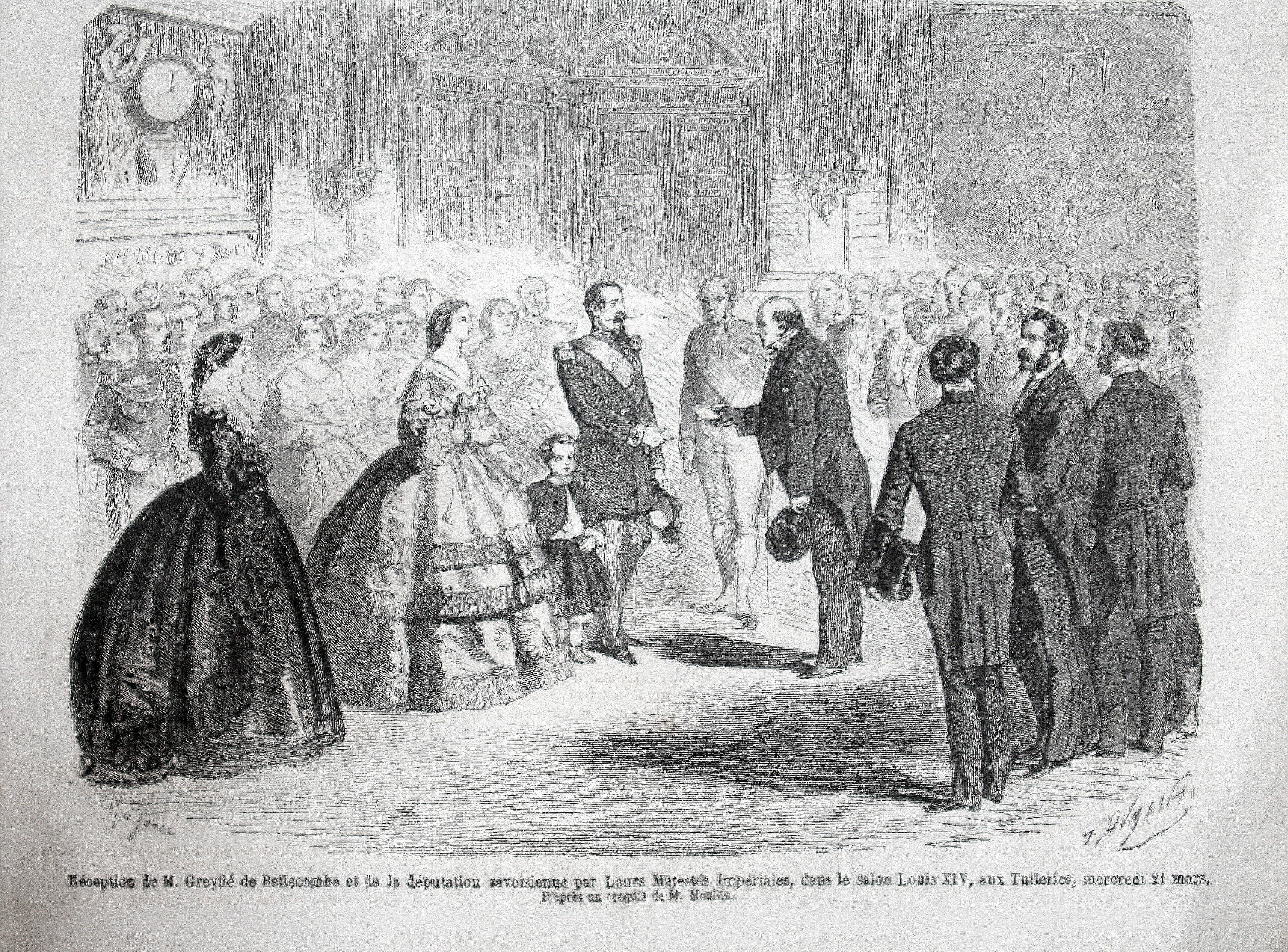
Réception de M. Greyfié de Bellecombe et de la députation savoisienne par Leurs Majestés Impériales dans le salon Louis XIV, aux Tuileries, mercredi 21 mars. Le Monde illustré, 31 mars 1860.

- 21 mars : l'Empereur reçoit aux Tuileries une délégation de 41 notables savoyards conduite par Amédée Greyfié de Bellecombe[7].
- 22 mars : évacuation de Tourane par les troupes françaises[8]. En mars, les Vietnamiens assiègent Saigon (fin en février 1862)[9].
- 24 mars : traité de Turin donnant le duché de Savoie et le comté de Nice à la France, sous réserve d'un référendum[10].

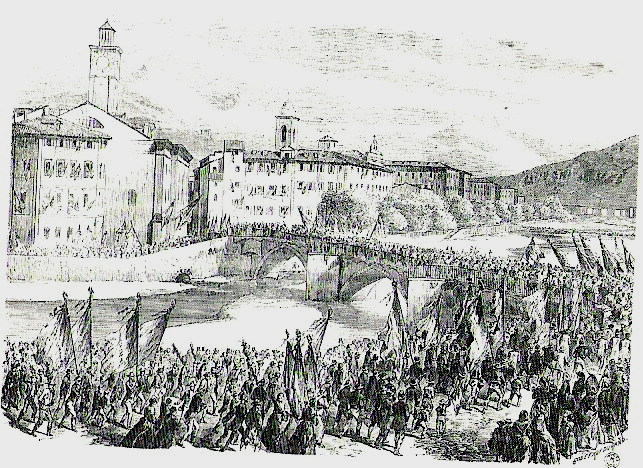
Les habitants du Comté de Nice se rendant au scrutin de l'annexion en 1860. L'Illustration.

- 15 - 16 avril : à la suite du traité de Turin, les populations concernées se prononcent par plébiscite en faveur du rattachement du comté de Nice à la France par 99,38 % des votants (160 non et 25 743 oui pour 15,54 % d'abstention)[11].
- 22 et 23 avril : à la suite du traité de Turin, les populations concernées se prononcent par référendum en faveur de la réunion du duché de Savoie à la France par 99,82 % (235 non et 130 533 oui pour seulement 3,40 % d'abstention)[11].

- 17 mai, Paris : fondation de l’Alliance israélite universelle ou (AIU), par la volonté d'Adolphe Crémieux, un Juif d’une très ancienne famille provençale qui joua un grand rôle en tant que révolutionnaire en 1848[12]. L'AIU deviendra un vecteur des valeurs culturelles et spirituelles de la France républicaine et un agent d’influence et de renseignements du Quai d’Orsay (ministère des Affaires étrangères).

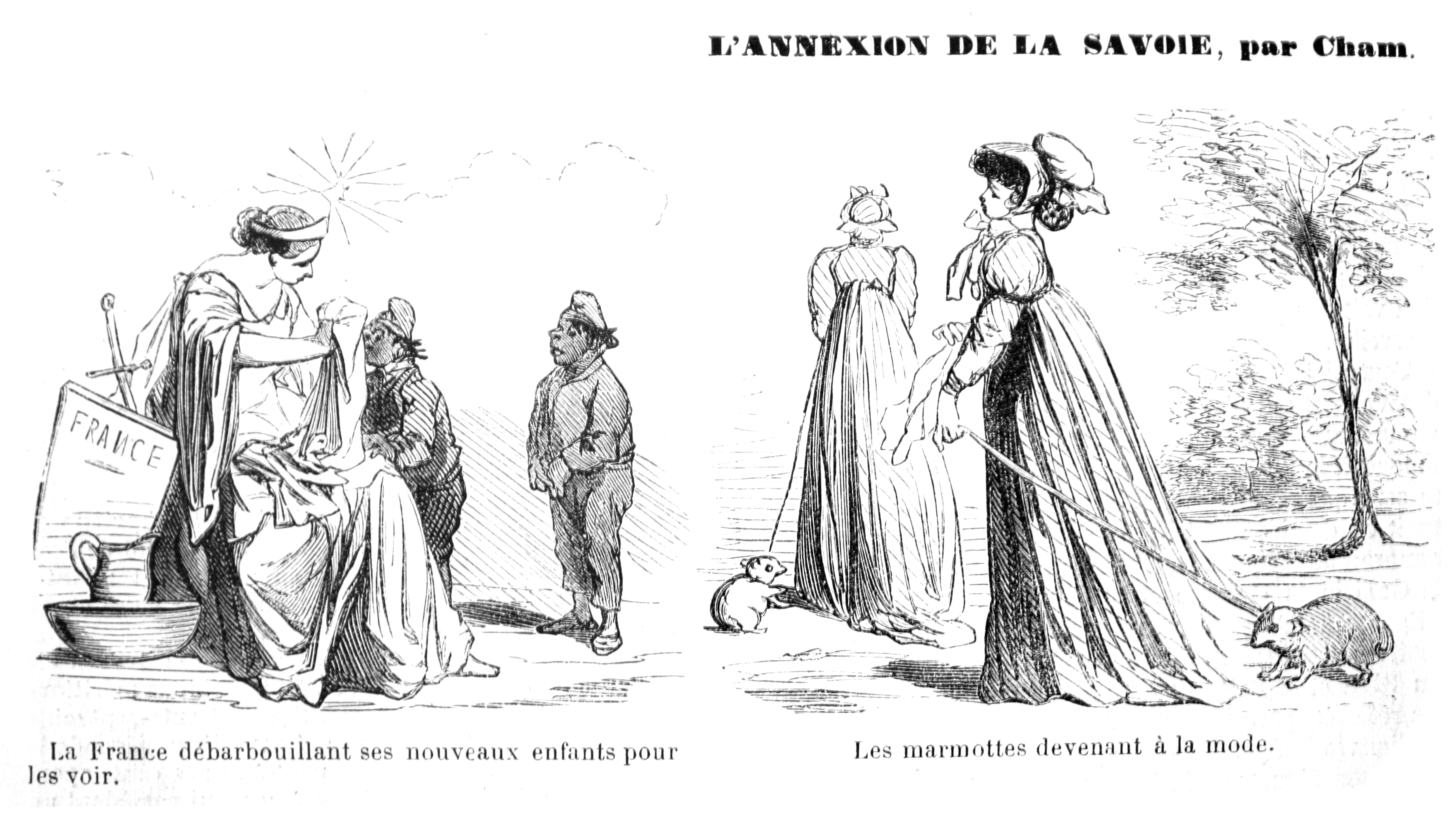
Caricatures de Cham représentant l'intégration de la Savoie à la France, publié dans le L'Illustration du 30 juin 1860.

- 24 juin-28 octobre : exposition internationale de Besançon[13].

- 1er août : une nouvelle expédition franco-britannique débarque en Chine[14].

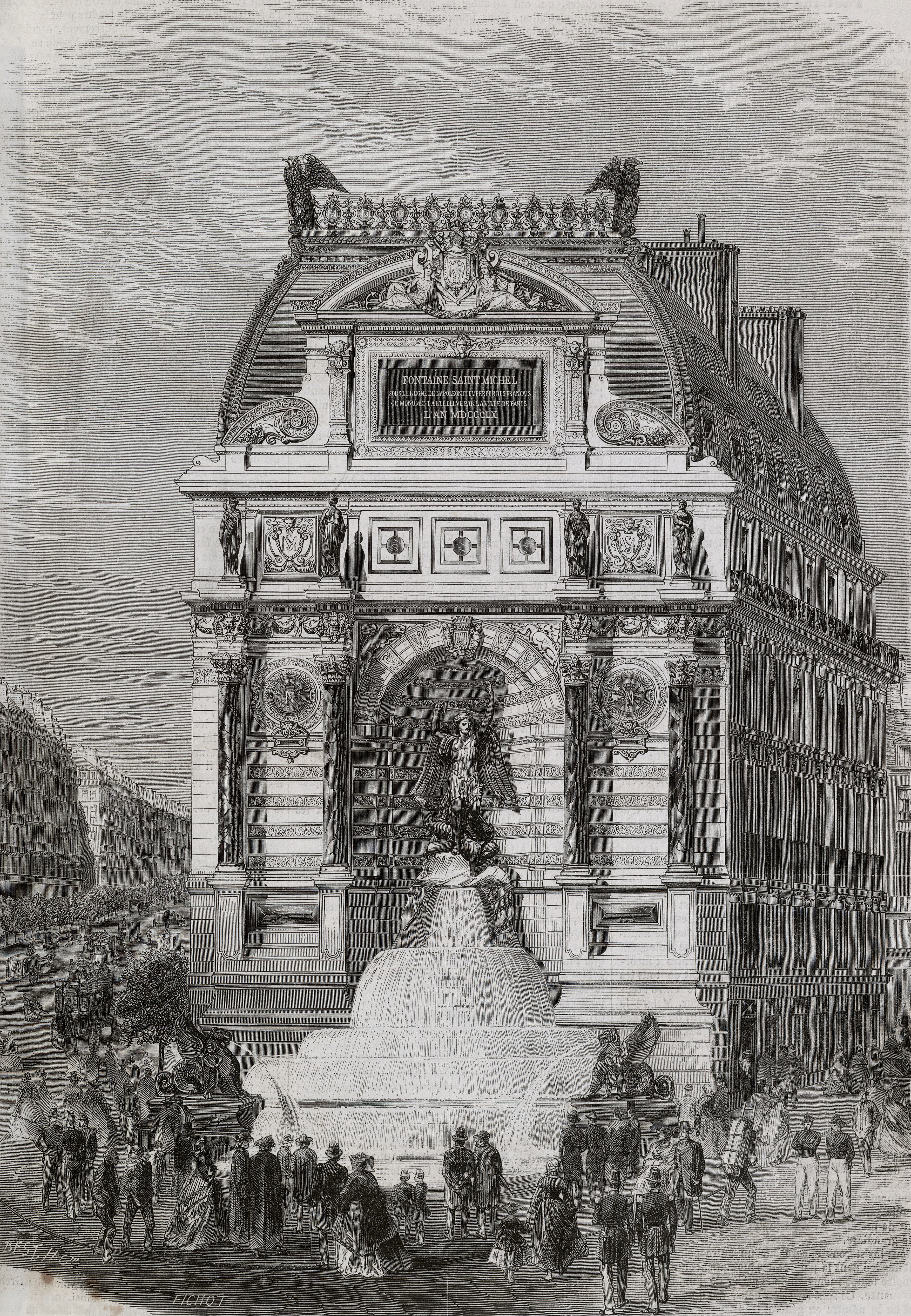
Fête du 15 août : inauguration de la fontaine Saint-Michel sur le boulevard Sébastopol. Gravure publiée dans l'Illustration du 18 août 1860

- 15 août : inauguration de la fontaine Saint-Michel à l'occasion de la fête nationale[15].
- 16 août, Beyrouth : débarquement d'une expédition française en Syrie et au Liban, pour protéger les chrétiens maronites contre les druzes à la suite du massacre de Damas[16].
- 18-21 août, Chine : un détachement franco-britannique bat une armée Taiping qui menace Shanghai[17].
- 21 août, Chine : des forces franco-britanniques s’emparent des forts chinois de Dagu, près de Tianjin[18].
- 24 août : les franco-britanniques occupent Tianjin[14].
- 28 août : création du vicariat apostolique du Dahomey par le pape Pie IX qui le confie aux Missions africaines catholiques de Lyon, supervisé par le père Augustin Planque[19]. En moins d’un demi-siècle, les Missions affirment leur influence religieuse sur tous les territoires situés entre le Nigeria et le Liberia.

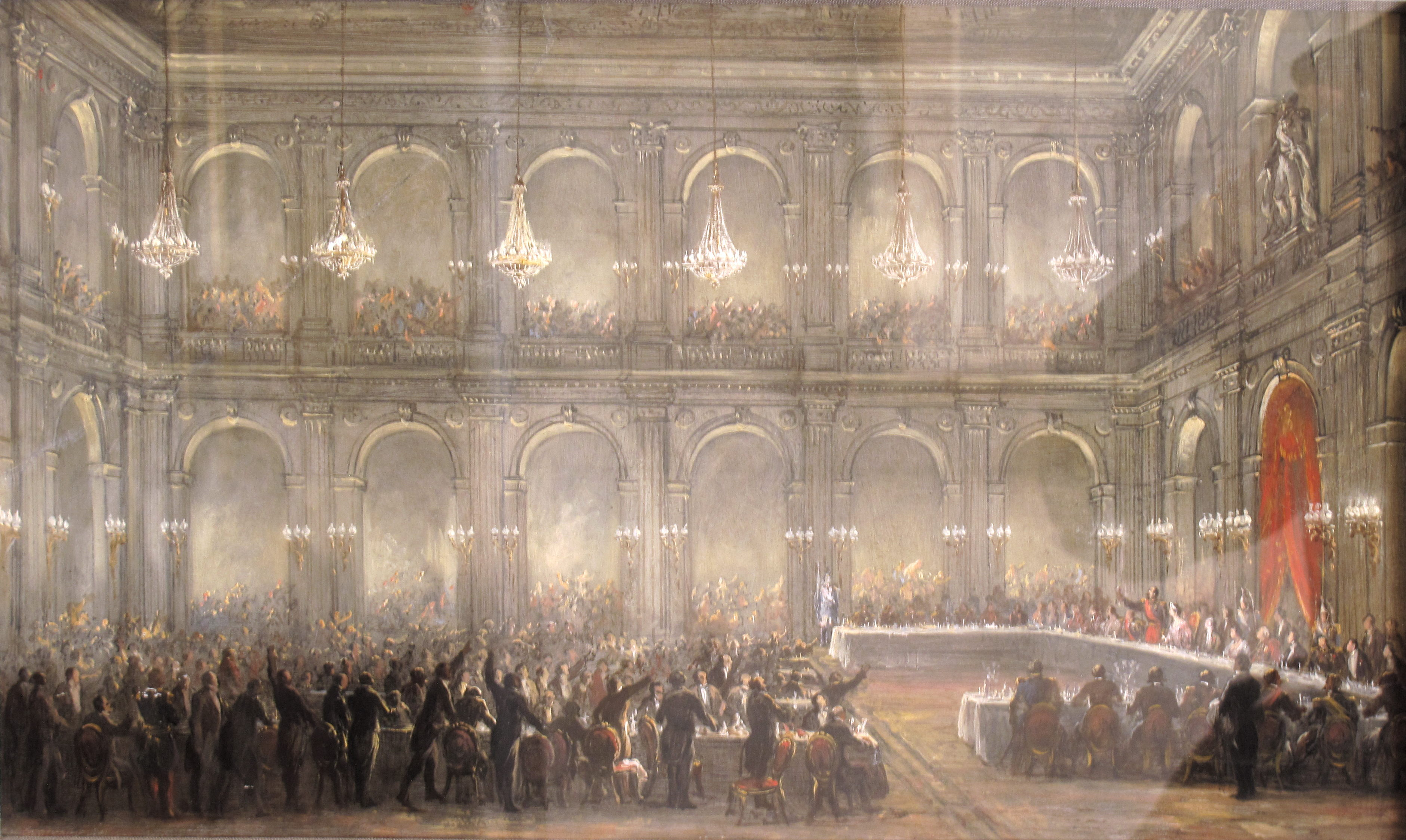
Le banquet d'inauguration du palais de la Bourse de Marseille. B. Lagier, 1860.

- 8 - 10 septembre : visite de Napoléon III et de l'impératrice à Marseille, et inauguration du nouveau Palais de la Bourse, avant d'embarquer pour Alger via Toulon[20].
- 17 - 19 septembre : visite de Napoléon III à Alger[21]. Il reçoit un accueil réservé de la part de la population française, qui n’avait pas voté en sa faveur lors de son élection en 1851. De plus, il souhaite garantir la protection des terres arabes contre l’avidité des colons. Se méfiant des civils, il préfère renforcer les prérogatives de l’armée[22].

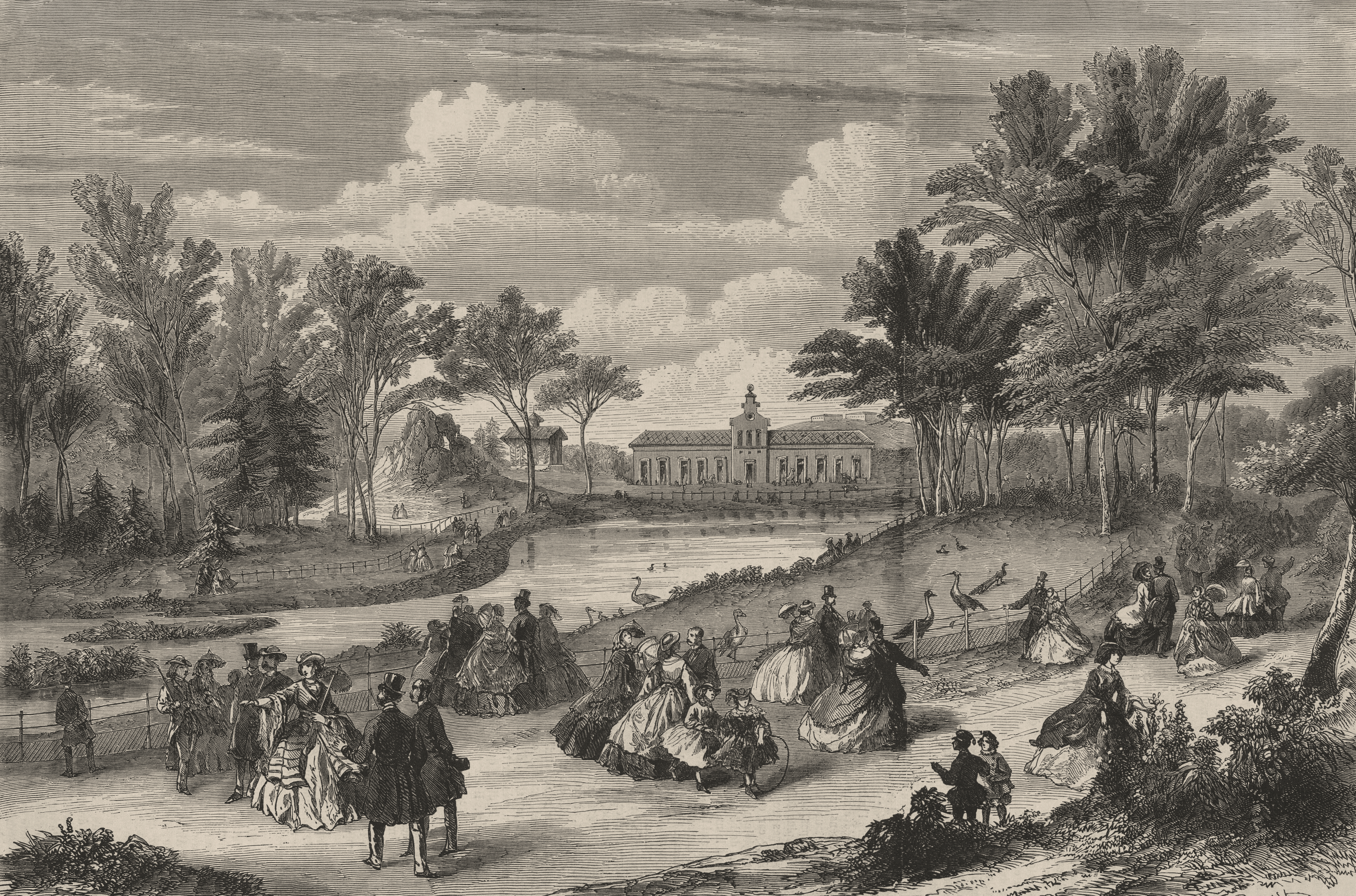
Aspect général du Jardin zoologique d'acclimatation du bois de Boulogne. Gravure publiée dans l'Illustration du 13 octobre 1860

- 21 septembre : bataille de Baliqiao, lors de laquelle les troupes franco-britanniques du général Cousin-Montauban mettent en déroute 50 000 Chinois à l’est de Pékin. Cette victoire sur la cavalerie mandchoue leur ouvre les portes de Pékin[18].

- 3 octobre : déclaration d'utilité publique d'une ligne de chemin de fer entre Caen et Flers (ligne Caen - Cerisy-Belle-Étoile)[23].

- 6 octobre : 
  - les troupes franco-britanniques prennent la capitale chinoise, Pékin[14].
  - près de Paris, au bois de Boulogne, inauguration par l'empereur d'un jardin zoologique, contenant seulement des animaux acclimatés[24].

- 23 novembre : Alexandre Walewski remplace Achille Fould au ministère d'État[25].
- 24 novembre :
  - décret constitutionnel sur les nouveaux pouvoirs des assemblées, première des réformes libérales de Napoléon III. En réponse au discours de l'Empereur ouvrant la session, le Corps législatif et le Sénat discuteront chaque année des termes d'une adresse. Des ministres sans portefeuille seront désignés par l'Empereur pour défendre et expliquer la politique du gouvernement devant les deux assemblées. Le journal Le Moniteur et tous les journaux pourront reproduire la sténographie in extenso des débats des deux assemblées[26],[27].
  - le ministère de l’Algérie et des Colonies est supprimé et le poste de gouverneur général de l'Algérie est rétabli. Il est attribué au maréchal Pélissier (fin en 1864). Politique du « Royaume arabe » : Napoléon III, consulté par Ismaël Urbain, un Saint-Simonien convertit à l’islam, professe des idées égalitaires qui provoquent des réactions négatives de la part de Pélissier, puis de Mac-Mahon[28]. L'instruction publique et les cultes demeurent rattachés à Paris.
- 26 novembre : décret impérial qui nomme Persigny ministre de l’Intérieur[27] (fin en 1863).

- 24 décembre : grève des tonneliers de Sète[29].